# Stelvio Mestrovich
Stelvio Mestrovich (* 20. Juni 1948 in Zadar) ist ein italienischer Schriftsteller, Dichter und Literaturkritiker.

## Leben
Die Werke von Mestrovich sind in verschiedene Sprachen übersetzt worden. Der Schriftsteller ist in  italienischen, österreichischen, deutschen, spanischen, albanischen und bulgarischen Anthologien vertreten. In der Wiener Zeitschrift „LOG“ unter der Patronanz der UNESCO wurden lyrische Werke von Mestrovich in deutscher Übersetzung gedruckt.
Sein erster Roman „Suor Franziska“ hat den Preis Viareggio-Farabolina 1992 gewonnen. Mestrovich ist im „Dizionoir“ vertreten, herausgegeben von Delos Book und  kuratiert von Mauro Smocovich und Carlo Lucarelli.

## Werke
- "Il mio ultimo chiarodiluna" (Gedichte, Italia, 1974)
- "Il Ponte-die Bruecke" (Gedichte, Londra, 1979, ISBN 3-88325-378-2)
- "Suor Franziska" (Roman, Italia, 1992)
- "Il diario di Lucida Mansi" (Roman, Italia, 1995)
- "Anton Diabelli,un genio tranquillo" (Essay, Italia, 2001)
- "Appunti di archeologia musicale" (Essay, Italia, 2002, ISBN 88-8251-136-7)
- "Venezia rosso sangue" (Kriminalroman giallo, Italia, 2004 ISBN 978-88-7758-555-4)
- "W.A.Mozart,il Cagliostro della musica"(Essay, Italia, 2006 ISBN 88-89421-36-3)
- "Delitto in casa Goldoni" (Kriminalroman giallo, Italia, 2007 ISBN 978-88-95078-53-3)
- "La sindrome di Jaele" (Kriminalroman, Italia, 2009 ISBN 978-88-6096-421-2)
- "Il mostro di Ebersdorf" (Kriminalroman, Italia, 2010 ISBN 978-88-6490-008-7)